# Фартура
Фартура (порт. Fartura)  —  муниципалитет в Бразилии, входит в штат Сан-Паулу. Составная часть мезорегиона Ассис. Входит в экономико-статистический  микрорегион Ориньюс. Население составляет 15 510 человек на 2006 год. Занимает площадь 429,464 км². Плотность населения — 36,1 чел./км².

## История
Город основан 31 марта 1891 года. 

## Статистика
- Валовой внутренний продукт на 2003 составляет 89.285.217,00 реалов (данные: Бразильский институт географии и статистики).
- Валовой внутренний продукт на душу населения на 2003 составляет 5.842,89 реалов (данные: Бразильский институт географии и статистики).
- Индекс развития человеческого потенциала на 2000 составляет 0,772 (данные: Программа развития ООН).

## География
Климат местности: субтропический. В соответствии с классификацией Кёппена, климат относится к категории Cfb.

## Галерея

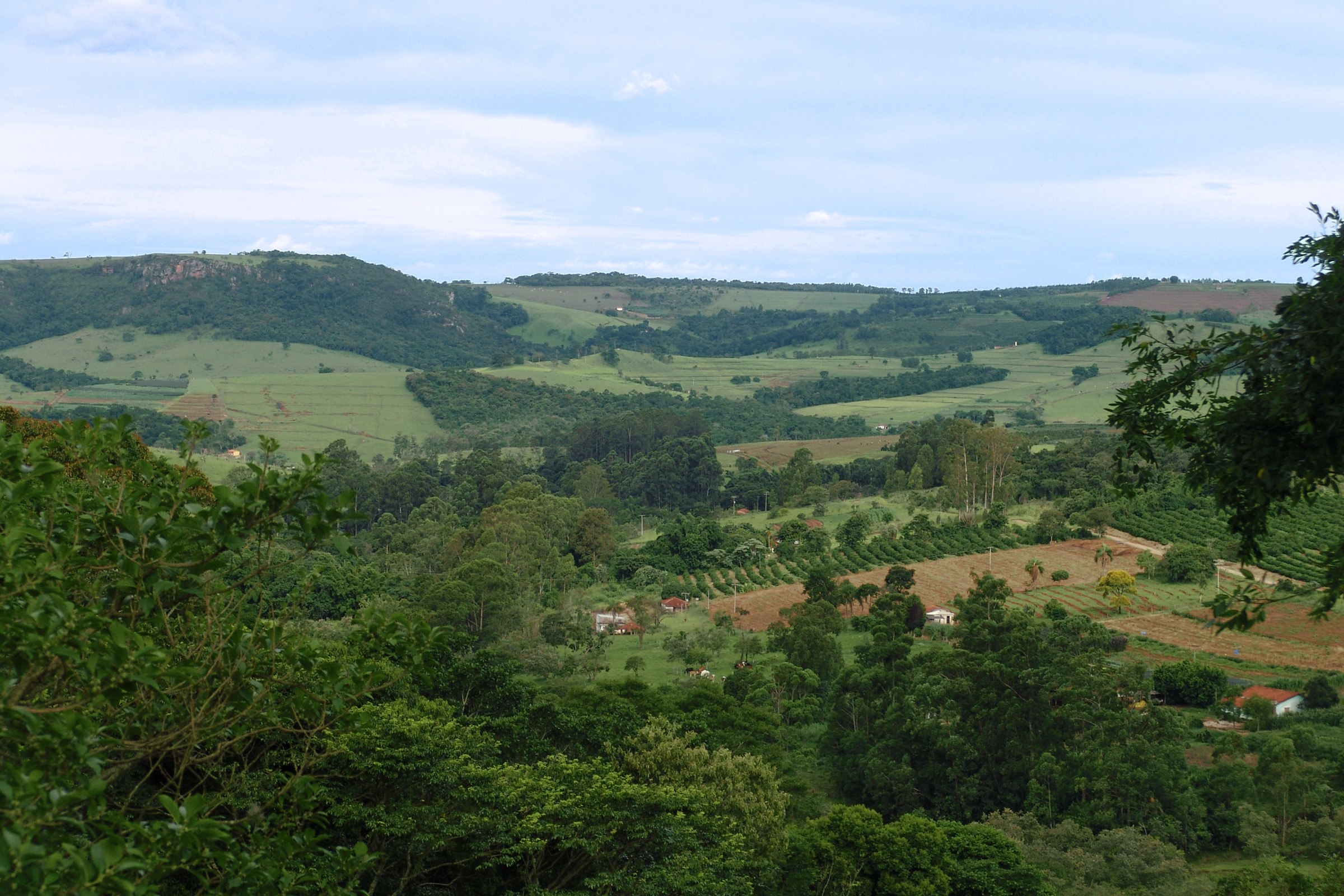
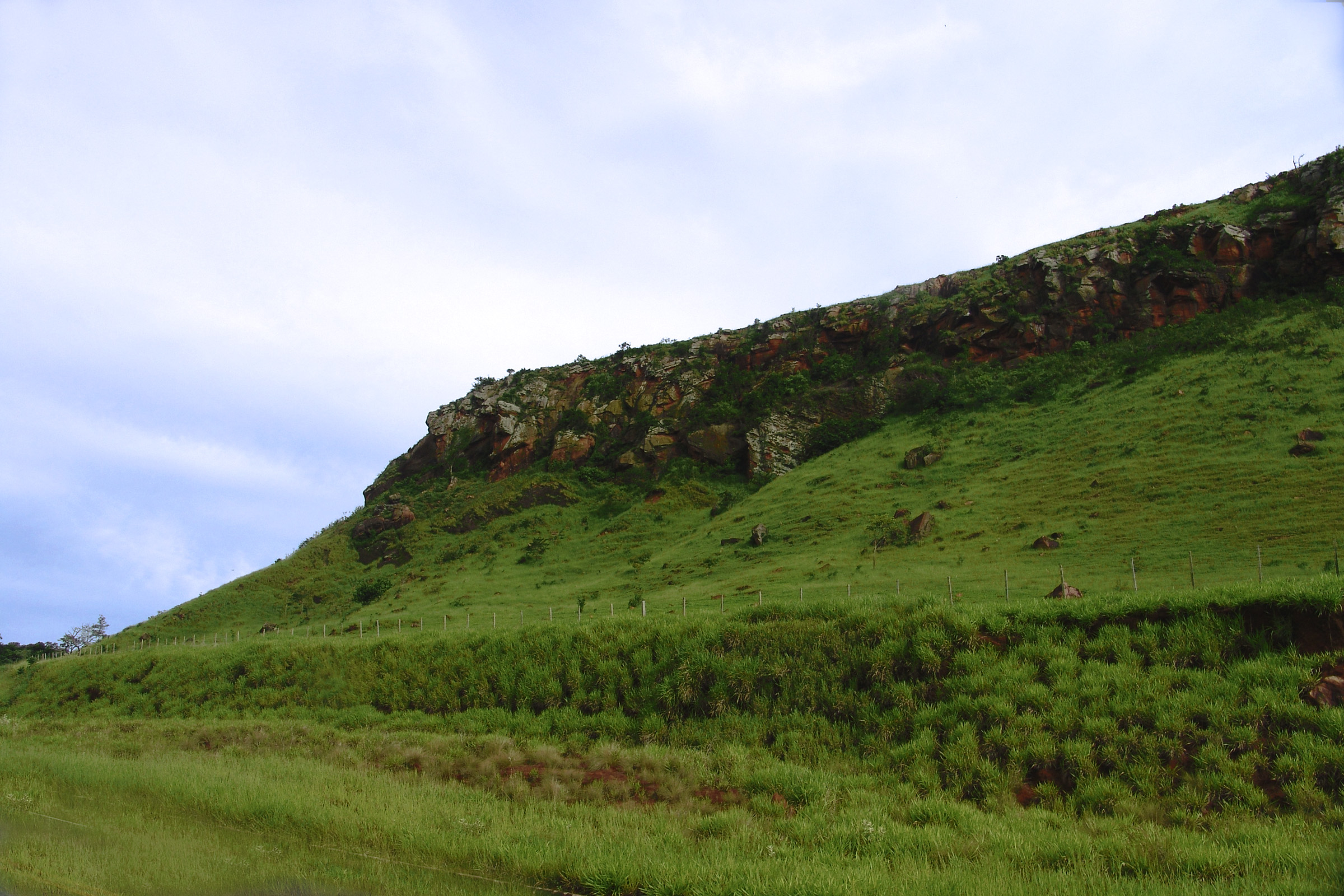
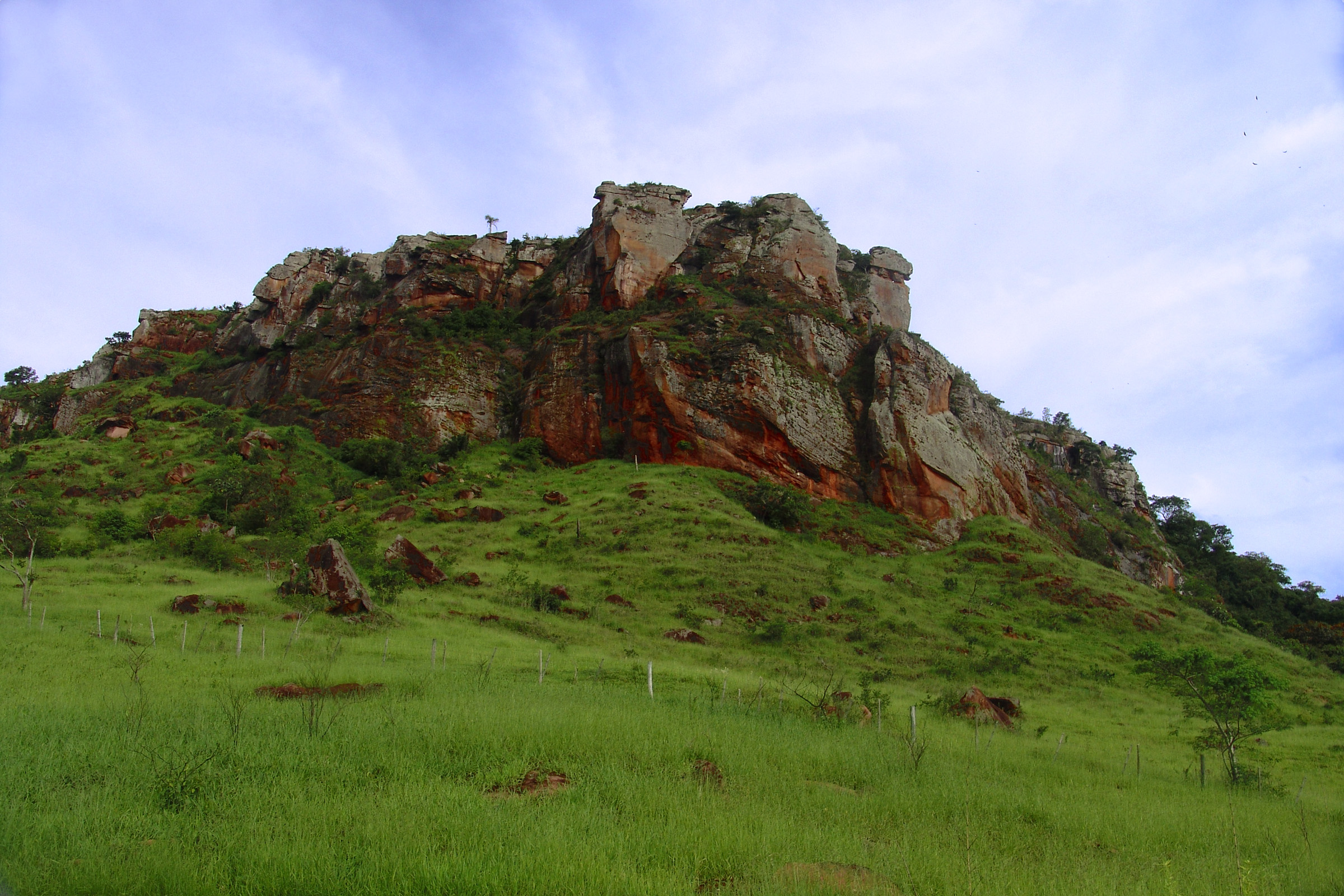